# Baynia odontota
Baynia odontota là một loài bướm đêm trong họ Geometridae.